# Lista över ledamöter av Sveriges riksdags första kammare 1961
Ledamöter av Sveriges riksdags första kammare 1961.
Val till första kammaren förrättades 1960 i valkretsarna Malmöhus län och Gävleborgs län.

## Stockholms stad
(mandatperiod 1954-1961)
- Knut Ewerlöf, direktör, h
- Ebon Andersson, bibliotekarie, h
- Birger Lundström, partisekreterare, fp
- David Ollén, redaktör, fp
- Per-Olof Hansson, redaktör, fp
- Staffan Hedblom, arkivarie, fp
- Margareta Nordström, konsulent, fp
- Bengt Sjönell, direktör, fp
- Axel Strand, f.d. ordf. i LO, s
- Georg Branting, advokat, s
- Valter Åman, direktör, s
- Ulla Lindström, fru, s
- Bertil Mogård, prost, s
- Carl Albert Andersson, direktör, s
- Knut Johansson, förbundsordförande, s
- Bo Siegbahn, t.f. byråchef, s

## Stockholm och Uppsala län
(mandatperiod 1955-1962)
- Emanuel Birke, grosshandlare, h
- Ferdinand Nilsson, lantbrukare, c
- Martin Söderquist, aktuarie, fp
- Ruth Hamrin-Thorell, redaktör fp
- Erik Alexandersson, häradshövding, fp
- Annie Wallentheim, fru, s
- Einar Eriksson, direktör, s
- Erik Jansson, ombudsman, s
- Arne Geijer, LO:s ordförande, s
- Edvin Thun, tjänsteman, s
- Sture Palm, redaktör, s

## Södermanlands och Västmanlands län
(mandatperiod 1956-1963)
- Georg Carlsson, hemmansägare, c
- Hugo Osvald, professor, fp
- Johan Persson, hemmansägare, fp
- Gustav Fahlander, f.d. folkskoleinspektör, s
- Bertil Andersson, lantarbetare, s
- Sven Andersson, f.d. partisekreterare, s
- Sten Söderberg, ombudsman, s
- Nils Ståhle, bankkamrer, s
- Bengt Gustavsson, ombudsman, s

## Östergötlands län
(mandatperiod 1957-1964)
- Carl Eskilsson, lantbrukare, h
- Ivar Johansson, hemmansägare, c
- Johan Sunne, folkskollärare, fp
- Bengt Elmgren, överlärare, s
- Nils G. Strandler, f.d. folkskollärare, s
- Lars Larsson i Lotorp, typograf, s
- Erik Wärnberg, trävaruhandlare,  s

## Jönköpings län
(mandatperiod 1958-1965)
- Gunnar Svärd, partisekreterare, h
- Torsten Bengtsson, redaktör, c
- Rudolf Boman, lantbrukare, fp
- Göran Karlsson, redaktör, s
- Tage Johansson, assistent, s
- Olof Palme, kanslisekreterare, s

## Kronobergs och Hallands län
(mandatperiod 1959-1966)
- Ebbe Ohlsson, lantbrukare, h
- Gärda Svensson, fru, bf
- Torsten Mattsson, sågverksägare, c
- Nils Nestrup, adjunkt, fp
- Eric Mossberger, ombudsman, s
- Ragnar Persson, f.d. läderarbetare, s
- Fritz Persson, ombudsman, s

## Kalmar och Gotlands län
(mandatperiod 1960-1967)
- Lars Schött, häradsskrivare, h
- Nils Theodor Larsson, lantbrukare, c
- Ivan Svanström, lantbrukare, c
- Georg Pettersson, skyddsassistent, s
- Bertil Petersson, ombudsman, s
- Arvid Hellebladh, kommunalkamrer, s

## Blekinge och Kristianstads län
(mandatperiod 1956-1963)
- Yngve Nilsson, lantbrukare, h
- Gustaf Elofsson, lantbrukare, c
- Ernst Olsson, folkhögskollärare, c
- Nils B. Hansson, länsjägmästare, fp
- Sten Åkesson, lantbrukare, fp
- Nils Elowsson, redaktör, s
- Rikard Svensson, byggnadssnickare, s
- Svante Kristiansson, fotograf, s
- Gunnar Berg, chefredaktör, s

## Malmöhus län
(mandatperiod 1961-1968)
- Erik Hagberg, direktör, h
- John-Arvid Arvidson, lantbrukare, h
- Gösta Jacobsson, direktör, h
- Stig Gorthon, skeppsredare, h
- Thorsten Larsson, lantbrukare, c
- Gunnar Edström, överläkare, fp
- Emil Ahlkvist, cementgjutare, s
- Eric Holmqvist, sekreterare, s
- Gunnar Lange, kansliråd, s
- Alvar Mårtensson, telearbetare, s
- Axel E. Svensson, ombudsman, s
- Ingeborg Carlqvist, fru, s

## Göteborg
(mandatperiod 1959-1966)
- Henry Hansson, civilingenjör, h
- Ingrid Segerstedt-Wiberg, fru, fp
- Erik Boheman, fp
- Per Bergman, ombudsman, s
- Sven Aspling, partisekreterare, k
- Lisa Mattsson, journalist, s
- Gunnar Öhman, redaktör, k

## Bohuslän
(mandatperiod 1958-1965)
- Per-Eric Ringaby, lantbrukare, h
- Herbert Hermansson, bf
- Gunnar Spetz, lantbrukare, fp
- Einar Dahl, överlärare, s
- Nils Magnusson, lantbrukare, s

## Älvsborgs län
(mandatperiod 1954-1961)
- Ragnar Sveningsson, lantbrukare, h
- Torsten Andersson i Brämhult, redaktör, c
- Anton Larsson, lantbrukare, c
- Anders Johansson i Kråkered, lantbrukare, fp
- Johan Kronstrand, f.d. fabrikör, fp
- Gunnar Sträng, f.d. förbundsordförande, s
- Knut Hesselbom, elverkschef, s
- Herbert Larsson, redaktör, s
- Lars Fagerström, chefredaktör, s

## Skaraborgs län
(mandatperiod 1960-1967)
- Ivar Virgin, kapten, h
- Harald Pettersson, lantbrukare, c
- Josef Nord, lantbrukare, fp
- Birger Andersson, redaktör, s
- John Ericsson i Kinna, direktör, s

## Värmlands län
(mandatperiod 1958-1965)
- Rolf Kaijser, lasarettsläkare, h
- Bertil Jonasson, lantbrukare, c
- Eric Källqvist, rektor, fp
- Östen Undén, f.d. universitetskansler, s
- Dagmar Ranmark, fröken, s
- Oscar Carlsson, f.d. pappersarbetare, s

## Örebro län
(mandatperiod 1959-1966)
- Gustaf Sundelin, lantbrukare, talman, fp
- Gunnar Pettersson, jordbruksinstruktör, fp
- Lars Lindahl, reparatör, s
- Fridolf Wirmark, ombudsman, s
- Åke Larsson, arbetsförmedlingsassistent, s

## Kopparbergs län
(mandatperiod 1960-1967)
- Birger Gezelius, advokat, h
- Eric Carlsson, lantbrukare, c
- Stig Stefanson, optiker, fp
- Karl Damström, järnbruksarbetare, s
- Einar Persson, skogsarbetare, s
- Maja Nilsson, fru, s

## Gävleborgs län
(mandatperiod 1961-1968)
- Axel E. Andersson, hemmansägare, c
- Per Hilding, redaktör, fp
- Rickard Sandler, f.d. landshövding, s
- Jon Jonsson i Fjäle, hemmansägare, s
- Yngve Möller, chefredaktör, s
- Erik Svedberg, hemmansägare, s

## Västernorrlands och Jämtlands län
(mandatperiod 1957-1964)
- Sven Sundin, lantbrukare, c
- Olof Pålsson, hemmansägare, c
- Axel Andersson i Örnsköldsvik, chefredaktör, fp
- Emil Näsström, s
- Anselm Gillström, chefredaktör, s
- Erik Olsson i Krokom, folkskollärare, s
- Hjalmar Nilsson, f.d. förman, s
- Per Olofsson, f.d. polismästare, s
- Carl Olsén, hemmansägare, s

## Västerbottens och Norrbottens län
(mandatperiod 1955-1962)
- Ragnar Bergh, folkskoleinspektör, h
- Nils-Eric Gustafsson, småbrukare, c
- Uno Olofsson, hemmansägare, fp
- Per Jacobsson i Vindeln, socialvårdsassistent, fp
- Jakob Grym, kronojägare, s
- Lage Svedberg, småbrukare, s
- Thore Sörlin, slöjdlärare, s
- Hjalmar Nyström, byråföreståndare, s
- Uno Hedström, hemmansägare, s
- Helmer Persson, redaktör, k